# George Male
Charles George Male (* 8. Mai 1910 in West Ham; † 19. Februar 1998) war ein englischer Fußballspieler.

## Leben und Karriere
Male begann seine Karriere beim FC Clapton, ehe er ein Probetraining bei West Ham United besuchte, welches jedoch erfolglos blieb. Im November 1929 unterschrieb er einen Amateurvertrag beim FC Arsenal, den er 1930 auf Profi aufwertete. Der linke Mittelfeldspieler gewann mit den Gunners sechs englische Meisterschaften und zwei englische Pokalsiege als anfänglicher Wechselspieler. Am Ende der 1930er Jahre wurde Male Kapitän der Arsenal-Mannschaft. Durch den Zweiten Weltkrieg wurde seine Karriere unterbrochen. Der Engländer diente in der Royal Air Force in Palästina. Nach dem Krieg spielte er noch einmal für den FC Arsenal und gewann 1948 seinen sechsten und letzten Meistertitel. Male spielte über 300-mal für die Gunners ohne ein Tor zu erzielen. Sein letztes Spiel war im Mai 1948 gegen Grimsby Town. International spielte er 19-mal für die englische Fußballnationalmannschaft. Sein Debüt war gegen Schottland am 14. November 1934. Male war sogar sechsmal Kapitän des Three Lions-Teams. Der Engländer war bis 1975 beim FC Arsenal als Jugend- bzw. Amateurtrainer tätig. Nach seiner Karriere im Fußball emigrierte er nach Kanada, wo sein Sohn lebte. George Male starb am 19. Februar 1998 im Alter von 87 Jahren.

### Stationen
- FC Clapton
- FC Arsenal (318 Einsätze)

### Erfolge
- 6 × englischer Meister mit dem FC Arsenal (1931, 1933, 1934, 1935, 1938, 1948)
- 2 × englischer Pokalsieger mit dem FC Arsenal (1930, 1936)